# Патан (окръг)
Патан е окръг в щата Гуджарат, Индия. Площта му е 5738 км2 и население 1 182 709 души (2001). Главен град е Патан.

## Административно деление
Окръга е разделен на 7 талука.

## Население
Населението на окръга през 2001 година е 1 182 709 души, около 60,36 % от населението е неграмотно.

### Религия
(2001)
- 1 057 013 – индуисти
- 119 748 – мюсюлмани
- 5136 – джайнисти